# Rue Gustave-Zédé
La rue Gustave-Zédé est une voie du 16e arrondissement de Paris, en France.

## Situation et accès
La rue Gustave-Zédé est une voie publique située dans le 16e arrondissement de Paris. Elle commence au niveau du 15 rue des Bauches et du 1 rue du Général-Aubé et finit 72 rue du Ranelagh.
Elle fait 141 mètres de long et 12 de large.
Elle est desservie par la ligne 9 à la station Ranelagh.

## Origine du nom

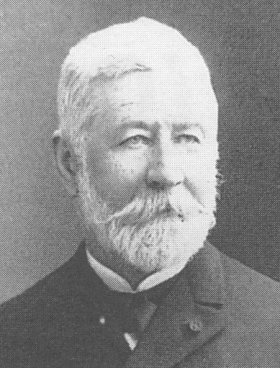
Gustave Zédé.

Elle porte le nom de l'ingénieur du génie maritime français Gustave Zédé (1825-1891), qui fut directeur des constructions navales et inventeur du premier sous-marin, le Gymnote.

## Historique
Cette voie est créée en 1900. Elle porte d'abord le nom de « rue du Lycée-Molière », en raison de l'établissement scolaire limitrophe, puis devient la rue Gustave-Zédé par un décret du 27 juillet 1912.

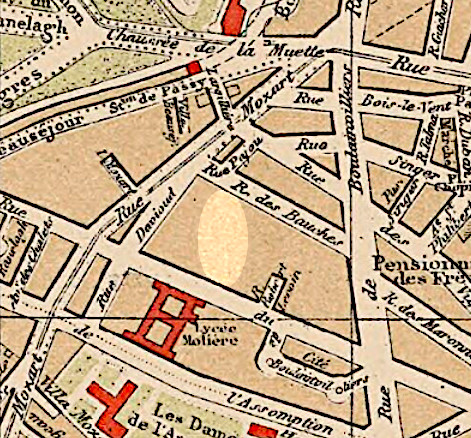
La rue n'existe pas sur le plan Hachette de 1900 (pastille claire).
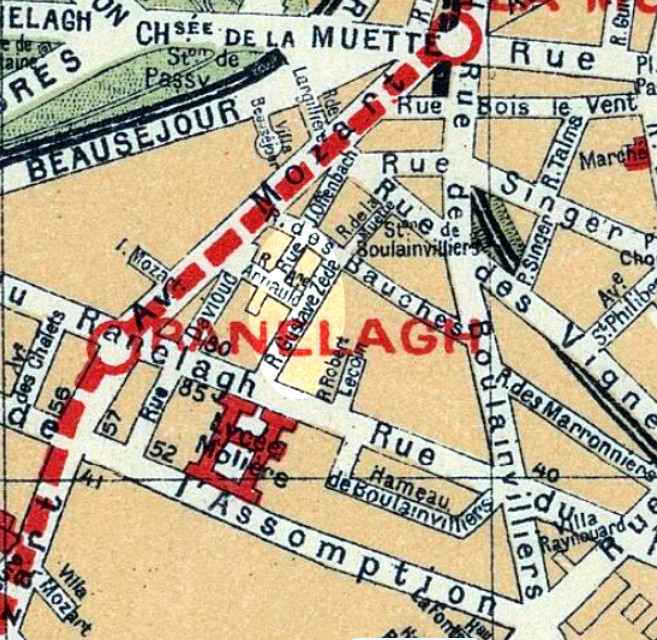
La rue existe en 1916.

Le tronçon devant l'école, compris entre la rue des Bauches et la rue Antoine-Arnauld, est piétonnisé (dispositif rue aux écoles) en 2021.

## Bâtiments remarquables et lieux de mémoire
- No 5 : école maternelle Gustave-Zédé, dans laquelle se trouvent trois fresques en céramique de l'artiste bretonne Dodik Jégou. L'école élémentaire des Bauches, situé dans le même complexe, est accessible depuis la rue homonyme.
- No 16 : une plaque commémorative rend hommage au résistant Robert Chambeiron, « adjoint de Jean Moulin, secrétaire général adjoint du CNR », qui y vécut.

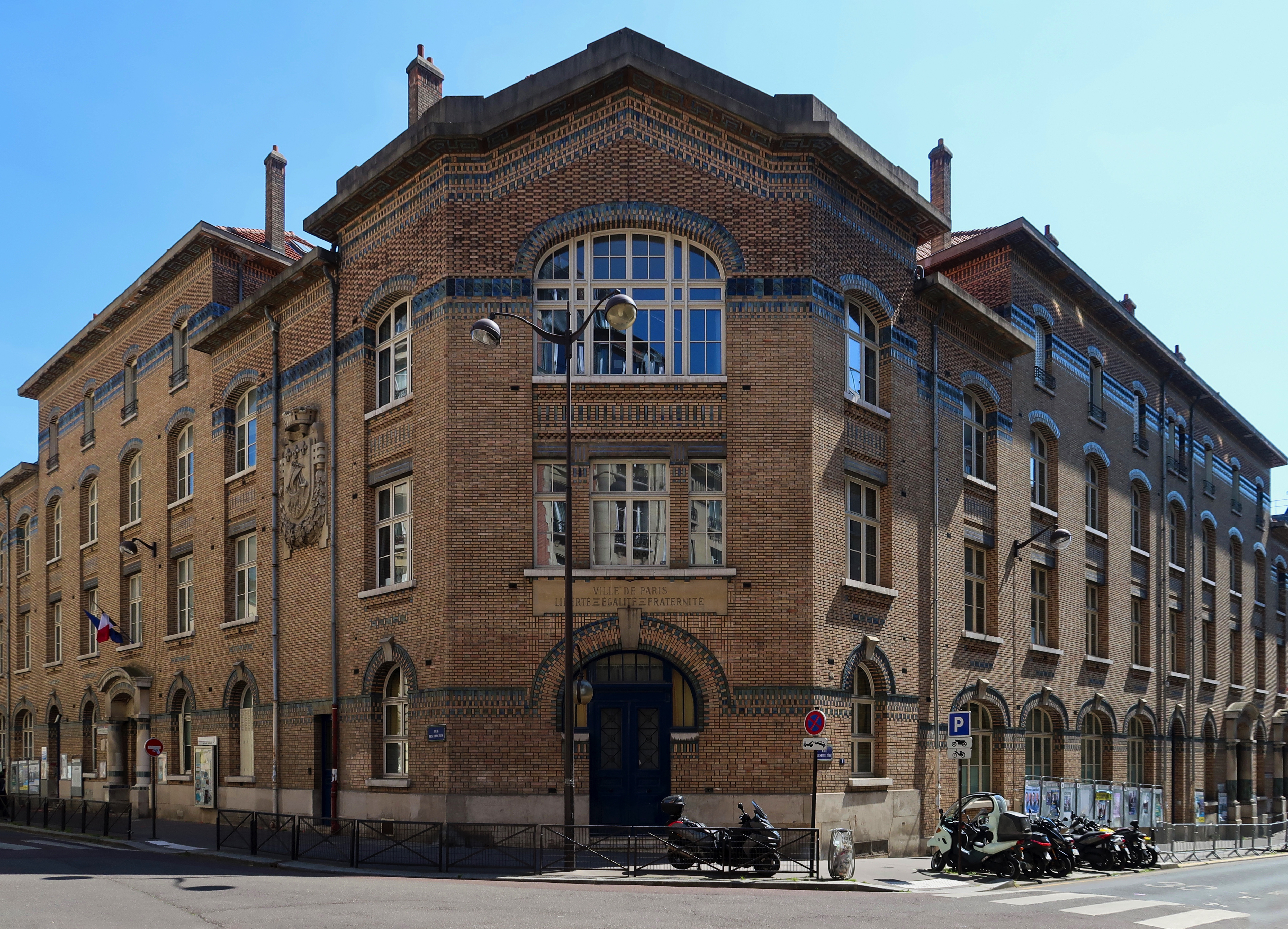
Au croisement de la rue des Bauches : école maternelle au no 5 (à droite).
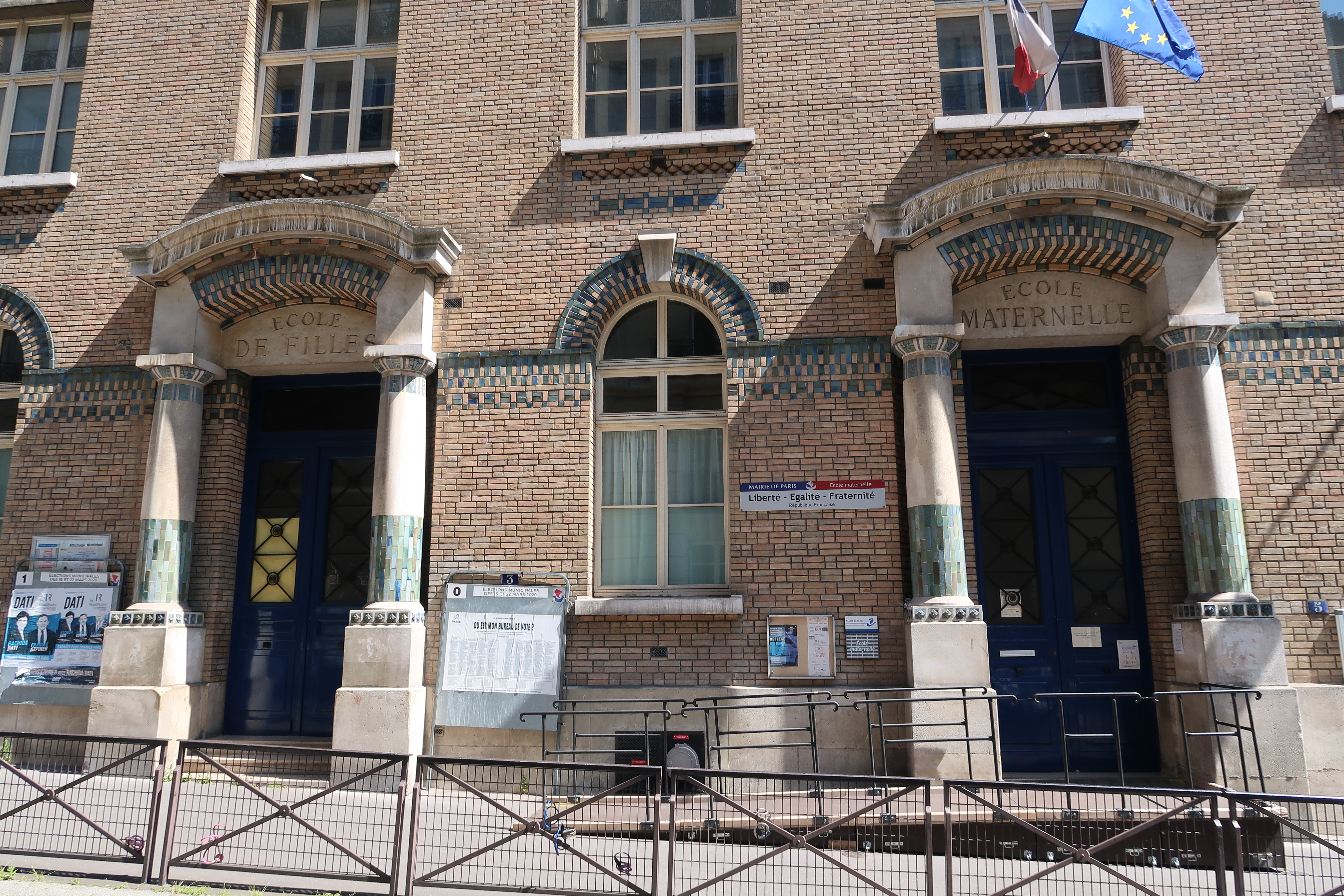
Détail.

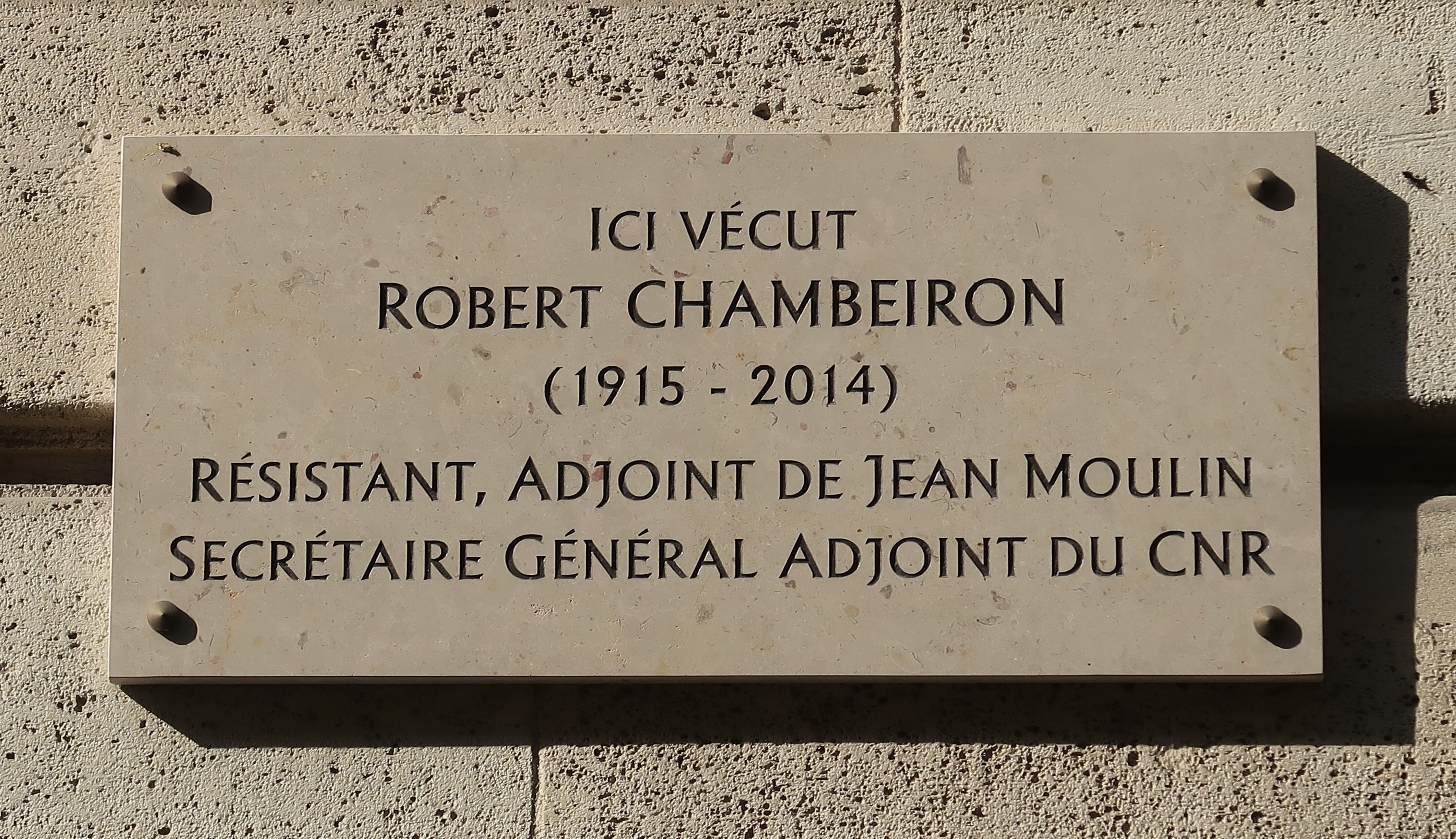
Plaque au no 16.